# Kerygmachela
Kerygmachela es un género extinto cuya única especie es Kerygmachela kierkegaardi, un lobópodo con branquias de la Formación Buen (piso 3 del Cámbrico) del Lagerstätte Sirius Passet, en el norte de Groenlandia. Su anatomía sugiere fuertemente que, junto con su pariente Pambdelurion whittingtoni, era un pariente cercano de los radiodontos y los euartrópodos. El nombre genérico "Kerygmachela" deriva de las palabras griegas Kerygma (proclamación) y Chela (garra), en referencia a los extravagantes apéndices frontales. El nombre específico, "kierkegaardi", hace honor al filósofo danés Søren Kierkegaard.

## Morfología
Contando los apéndices ubicados en la cabeza y la espina caudal (cola) Kerygmachela mide más o menos 17,5 cm. Tiene un par de apéndices que se asemejan a largas espinas en la cabeza, una serie de "jorobas" o protuberancias en la superficie dorsal del cuerpo, 11 pares de aletas y patas, y un único y largo cerco. Es similar a Pambudelurion, que también se encuentra en Sirius Passet, pero la estructura bucal y la cola son claramente diferentes.

### Cabeza
La cabeza de Kerygmachela poseía un par de apéndices frontales bien desarrollados que se correspondían con los de otros dinocarídidos y lobópodos sibéridos, aunque no están artropodizados como los de los radiodontos. Los apéndices frontales tienen proyecciones en forma de espinas, cuatro son delgadas, cortas, y se encuentran en la superficie promixal del apéndice, el resto, que también son cuatro, son más largas y se encuentran en la superficie distal del apéndice, la más externa es la más larga. En la parte frontal de la cabeza, entre los apéndices frontales, sobresale una zona redondeada, en cuya superficie ventral está situada la boca. La zona que rodea la boca carece de los dientes bien desarrollados de Radiodonta y Pambuderlion y en su lugar tiene un par de espinas estrechas a cada lado y una estructura redondeada conectada a la base de las espinas.

### Ojos
Un par de órganos longitudinales en forma de riñón están presentes en ambas superficies ventrales de la cabeza, posteriores a la base de los apéndices anteriores. Se cree que se trata de ojos compuestos, aunque se diferencian considerablemente de los ojos compuestos (generalmente redondeados y pedunculados) de los radiodontos. Por su forma, son similares a los ojos de los trilobites y los de algunos lobópodos. La proyección frontal de la cabeza también tiene un par de pequeños órganos cerca de la punta, que pueden haber sido ojos suplementarios.

### Cuerpo
El cuerpo se divide 11 segmentos, y presenta cuatro filas laterales de protuberancias en cada uno de ellos, que son más grandes y desarrolladas cuanto más posteriores son los segmentos corporales. En el extremo posterior del cuerpo hay una única y larga espina caudal, que en su día se interpretó erróneamente como una de dos fúrculas. Se cree que esta única "cola" es homóloga a la espina caudal de Schinderhannes, a la proyección central del "abanico caudal" de Anomalocaris y a los segmentos de la cola de otros artrópodos.
|  |  |

Al igual que el Pambuderlion, Kerygmachela tenía 11 pares de aletas o lóbulos laterales a cada lado del cuerpo y 11 pares de lobópodos (patas blandas similares a las de los lobópodos) alineados ventralmente en cada aleta. Hay estructuras en forma de peine en la superficie de las aletas que podrían considerarse como branquias, pero se asemejan a finas arrugas y no son tan distintas a las hojas setales de los opabínidos. La anchura lateral de las aletas es más amplia en el cuarto a quinto par, haciéndose ligeramente más corta en la parte anterior y posterior, lo que da lugar a un contorno general elíptico.

## Estructuras internas

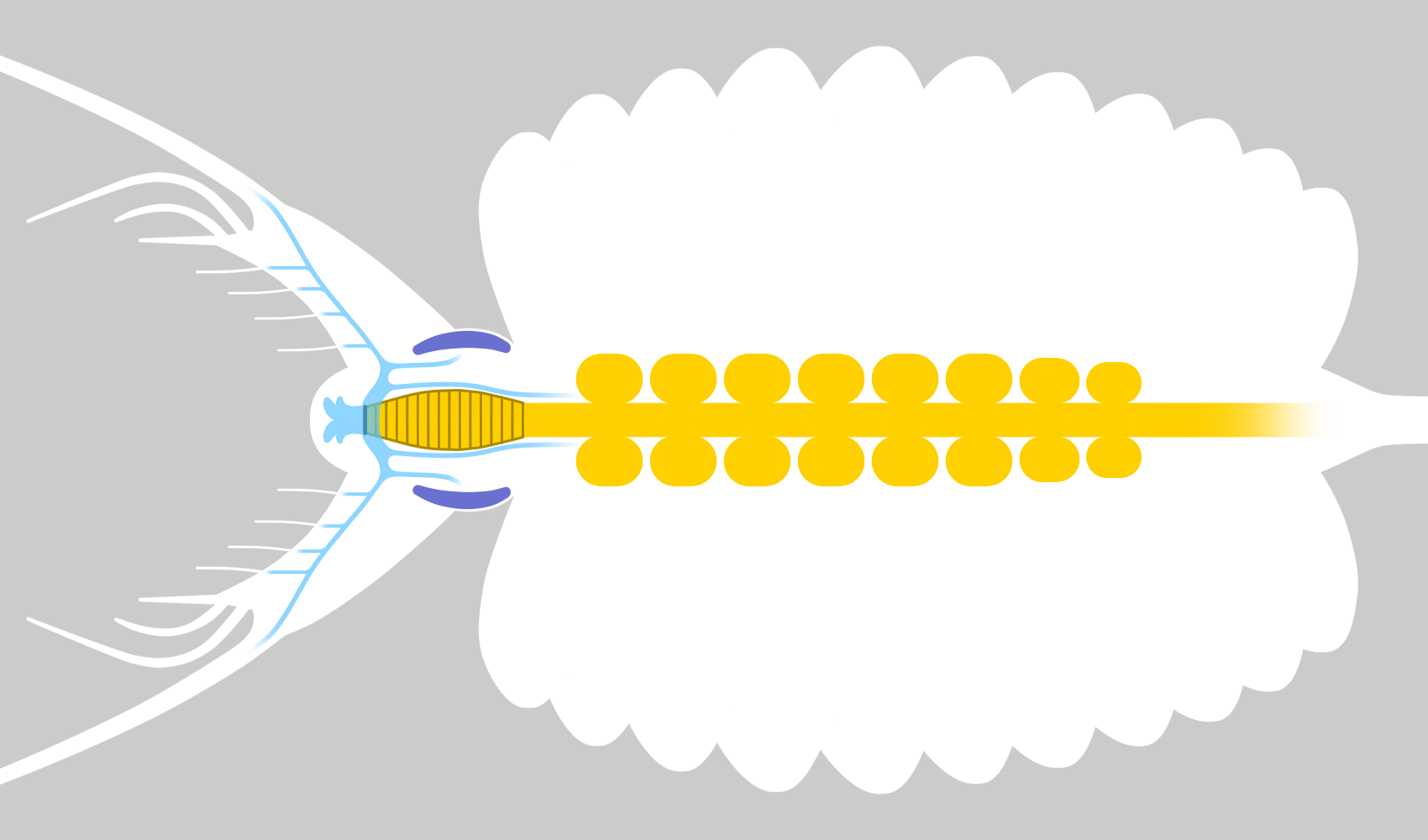
Ojos (azul oscuro), cerebro y nervios (azul claro), y sistema digestivo (amarillo) de Kerygmachela.

Internamente, Kerygmachela posee una faringe bien desarrollada y un intestino medio con 8 pares de glándulas digestivas parecidas a las de los artrópodos. El cerebro se compone de un único protocerebro (el ganglio cerebral más frontal) con nervios ramificados que se extienden hasta el lóbulo medio, los apéndices frontales y los ojos.